# Mal d'Africa
Nel linguaggio comune, mal d’Africa si riferisce alla sensazione di nostalgia di chi ha visitato l’Africa e desidera tornarci.
In epoca fascista, l'espressione era invece usata con una connotazione completamente diversa, in riferimento allo sforzo umano ed economico dell'espansione coloniale italiana in Africa. L'espressione "mal d'Africa" è stata usata anche in senso traslato per indicare l'AIDS, malattia estremamente diffusa nel continente africano.

## Nella cultura di massa

### Musica
Nel 1983 il cantautore siciliano Franco Battiato ha pubblicato la canzone Mal d'Africa nel suo album Orizzonti perduti.